# リチャード・ハル
リチャード・ハル（Richard Hull, 1896年9月6日 - 1973年）は、イギリスの推理作家、会計士。本名はリチャード・ヘンリー・サンプソン（Richard Henry Sampson）。

## 経歴
1896年、ロンドンに生まれる。ラグビー校から大学に進学する予定だったが、第一次世界大戦のために大学入学を取りやめて徴兵された。復員後は会計士となり、会計事務所に勤めた後に自ら事務所を開いた。
1931年にフランシス・アイルズの名義で発表されたアントニイ・バークリーの長編『殺意』を読んで初めて筆を執り、1934年『伯母殺人事件』を発表し大きな反響を得た。以降、会計士の仕事をしながら、1953年まで15作の長編推理小説を発表した。生涯を独身で過ごし、1973年に死去した。

## 作風
ハルの作品は『伯母殺人事件』をはじめ叙述に仕掛けを凝らしたものが多く、しばしば「技巧派」と称される。またブラックユーモアの多いのも特徴的である。かつてアメリカのミステリ評論家のハワード・ヘイクラフトが研究書のなかで『伯母殺人事件』を取り上げて倒叙派と評したが、現在ではそうでないとする意見が多い。
また1952年に文学百科事典へ寄稿した評論『探偵小説とその十則』はミステリを書くうえでのルールに触れている。同じような趣向のヴァン=ダインの二十則やノックスの十戒に比べるとかなり知名度は劣るが「ユーモアがなければならない」など他には見られないルールが特徴的である。

## 著作一覧

### 長編
- The Murder of My Aunt (1934)
  - 『伯母殺人事件』／『伯母殺し』
- Keep It Quiet (1935)
  - 『他言は無用』
- Murder Isn't Easy (1936)
- The Ghost It Was (1936)
- The Murderers of Monty (1937)
- Excellent Intentions (1938) also published as Beyond Reasonable Doubt
  - 『善意の殺人』
- And Death Came Too (1939)
- My Own Murderer (1941)
- The Unfortunate Murderer (1942)
- Left Handed Death (1946)
- Last First (1947)
- Until She Was Dead (1949)
- A Matter of Nerves (1950)
- Invitation to an Inquest (1950)
- The Martineau Murders (1953)

### 短編
- Mrs. Brierley Supplies the Evidence  (1940)
  - 「語るに落ちる」